# Magnetimplantat

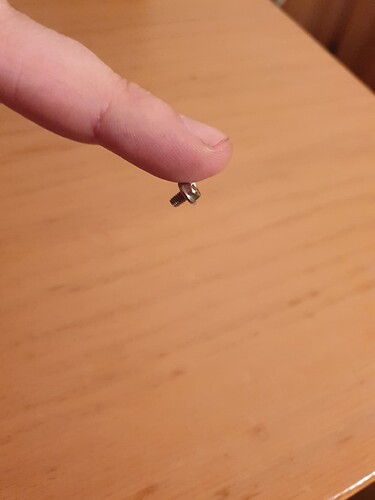
Magnetimplantate können verschiedenste ferromagnetische Objekte halten

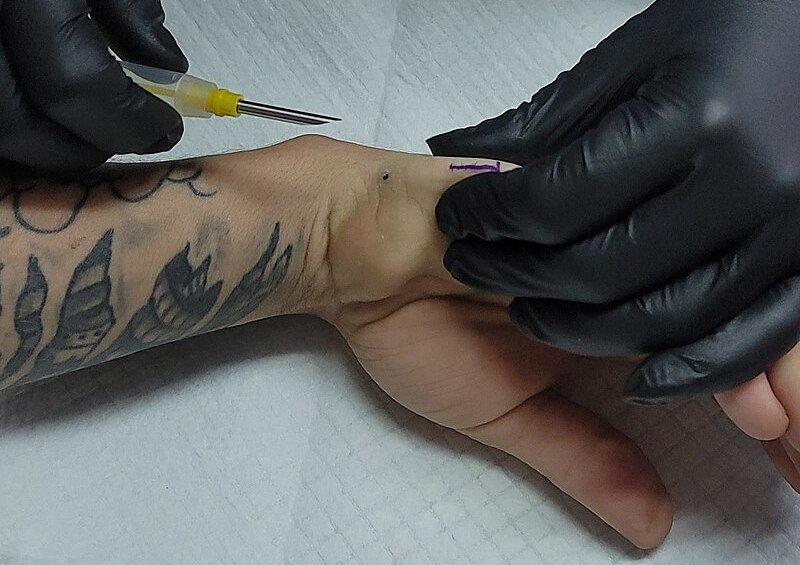
Professionelle Implantation eines Pillenförmigen Magneten

Magnetimplantate werden im Rahmen der Körpermodifikation zur Erweiterung der menschlichen Fähigkeiten implantiert und in der Medizin als Befestigungshilfe (Prothesen/Zahnmedizin) oder zur Verstärkung der Schließkraft von Schließmuskeln verwendet.

## Magnetimplantate im Rahmen der Körpermodifikation

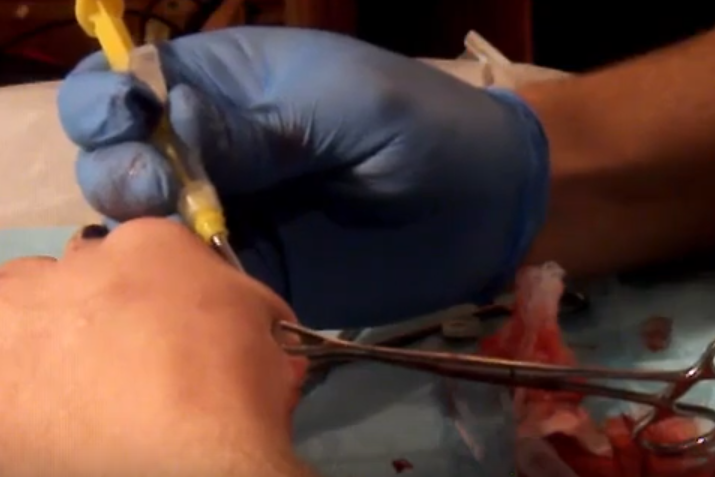
Do-it-yourself-Implantation eines Pillenförmigen Magneten

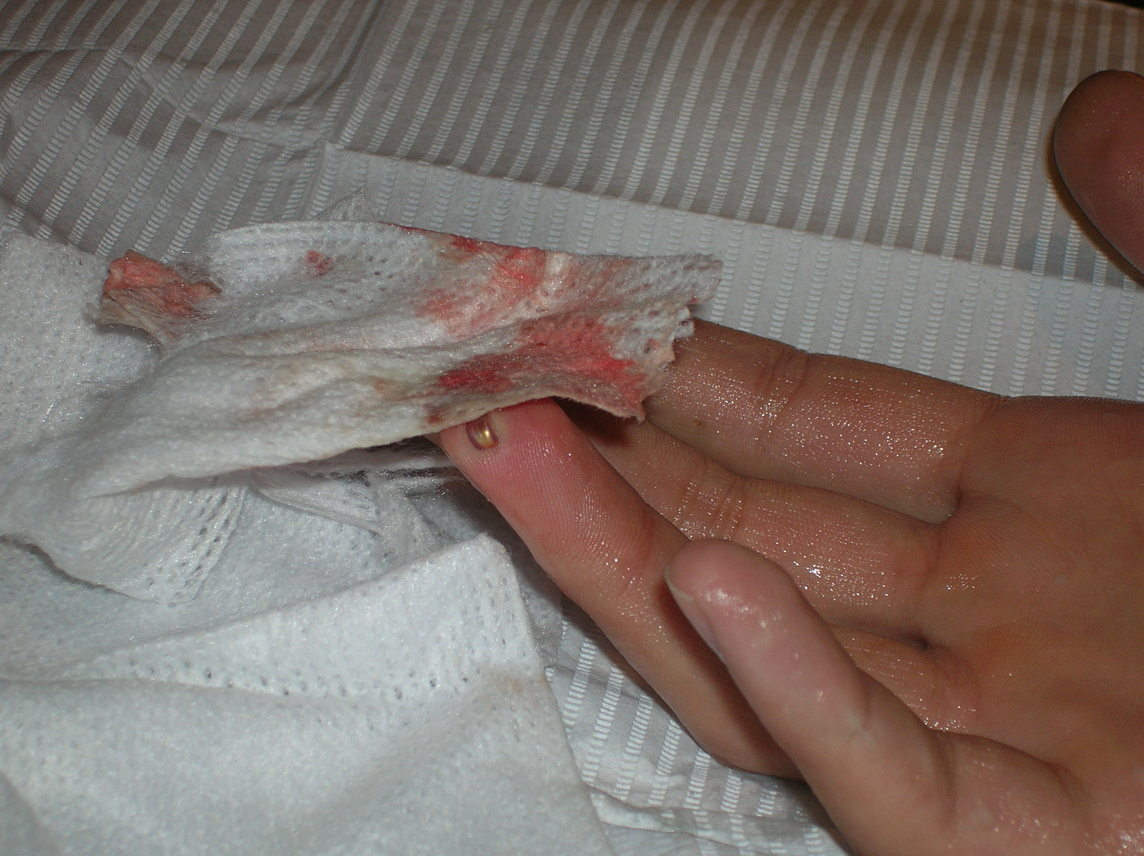
Ein Scheibenmagnet im Implantationsprozess

Die Implantation kleiner Magnete ist ein experimentelles Verfahren, bei dem kleine, starke Magnete (Neodym) unter der Haut implantiert werden, oft in die Fingerspitzen. Implantationen werden oft von Amateuren zu Hause durchgeführt, wobei leicht verfügbare chirurgische Instrumente und Magnete verwendet werden, die online zu finden sind. Einige professionelle Body-Modification-Shops führen jedoch Implantatoperationen durch.

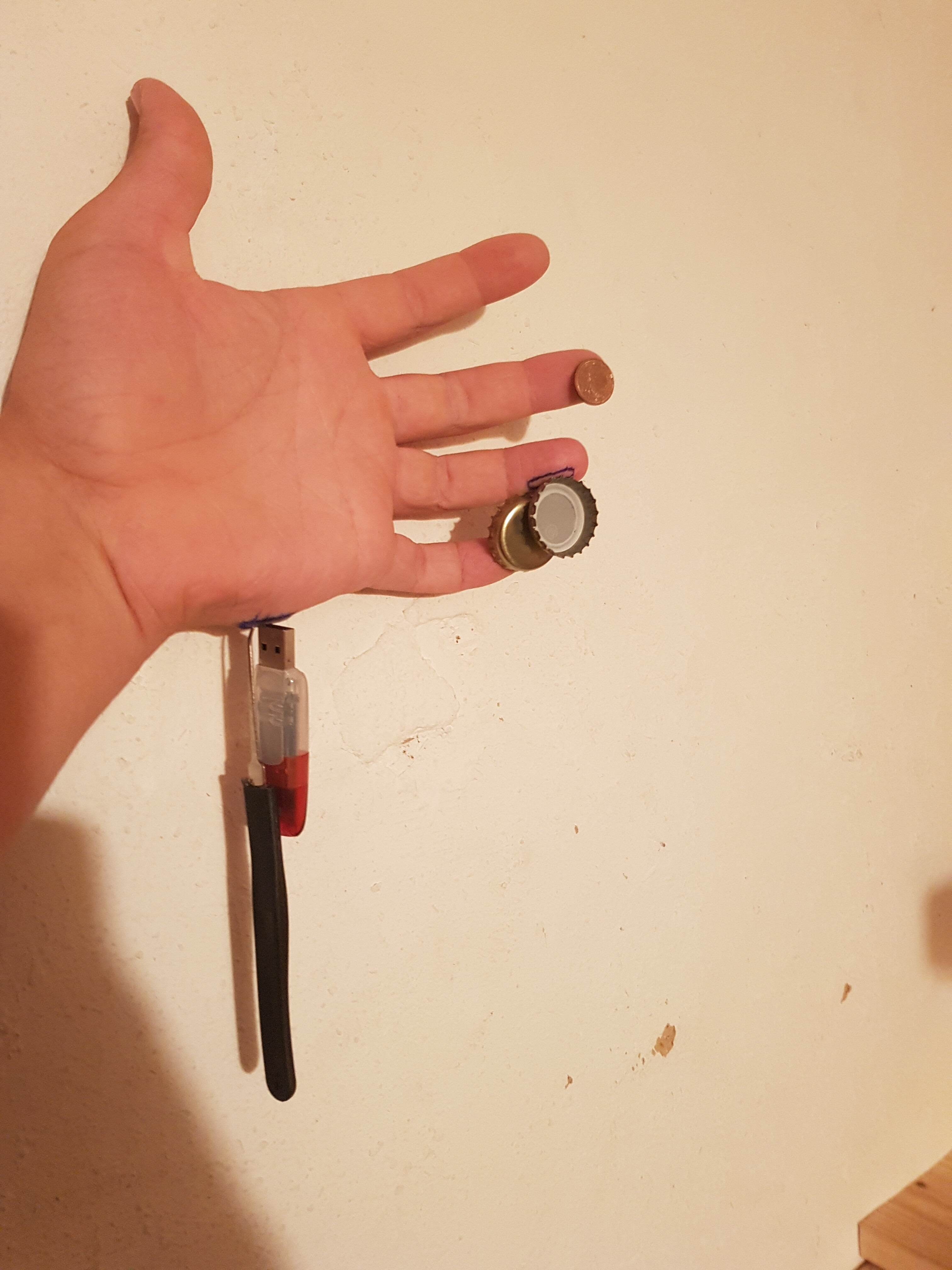
Hand mit mehreren Magnetimplantaten

Magnetimplantate in den Fingerspitzen ermöglichen das Erspüren von elektromagnetischen Feldern. Darüber hinaus erlauben sie einen anderen taktilen Umgang mit magnetischen Gegenständen.

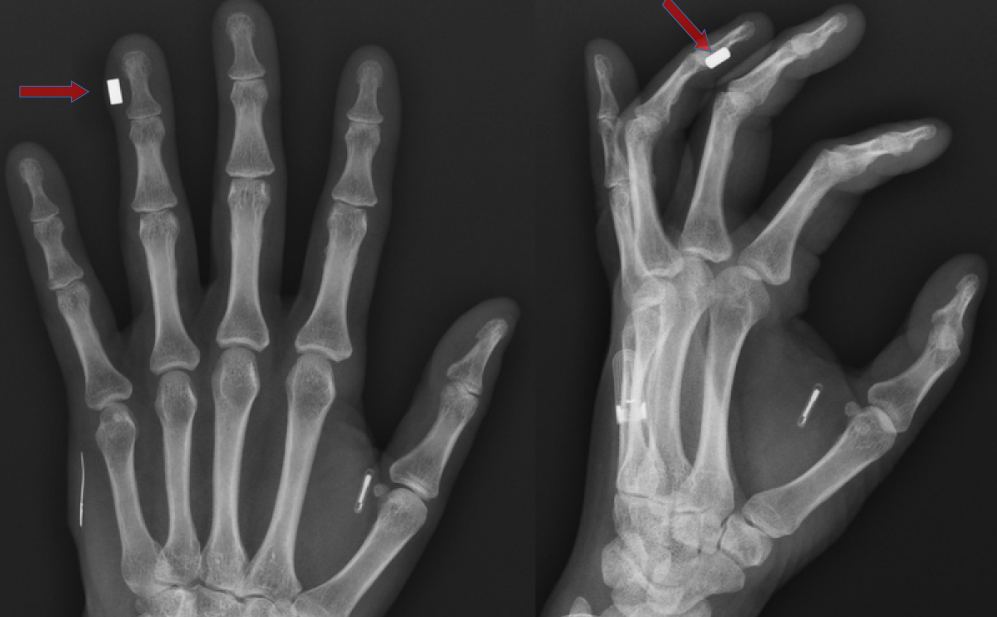
Röntgenaufnahme mit Magnetimplantaten (mit roten Pfeilen markiert)

### Zweck
Obwohl magnetische Implantate verwendet werden können, um kleine Metallgegenstände aufzunehmen, besteht der Hauptzweck eines Implantats darin, eine sensorische Wahrnehmung von Magnetfeldern zu erlangen.
Nachdem ein Magnet unter die Epidermisschicht der Haut implantiert wurde, wachsen Nerven um den Magneten, während die Haut heilt. Der Magnet resoniert mit Magnetfeldern, die von elektronischen Geräten in der Umgebung erzeugt werden, stimuliert die Nerven und gibt einen „sechsten Sinn“ für magnetisches Sehen. Das bedeutet, dass Menschen mit Magnetimplantaten Elektromotoren und elektronische Schaltungen spüren können. Einige Menschen ziehen es vor, mehrere Implantate in mehreren Fingern zu haben, um eine „3D“-Ansicht der Magnetfelder um sie herum zu erhalten, aber ein magnetisches Implantat reicht aus, um Magnetfelder fühlen zu können.
Implantationen im Tragus führen dazu, dass elektromagnetische Spektren gehört werden können, mit einer Spule, über die ein Audiosignal abgespielt wird, kann sogar Musik über den Magneten wahrgenommen werden.

### Magnete und Beschichtungen
Die zur Implantation verwendeten Magnete müssen sorgfältig ausgewählt und beschichtet werden, um sie erfolgreich zu implantieren.
Die Größe ist bei dieser Überlegung wichtig, da ein zu großer Magnet Blutgefäße verstopft und wahrscheinlich abgestoßen oder aus der Haut herausgedrückt wird. Aus diesem Grund ist die gängigste Magnetgröße ein 3 × 1 mm Neodym-Scheibenmagnet. Normalerweise sind die verwendeten Magnete von der höchsten verfügbaren Stärke, da ein stärkerer Magnet zu einer höheren Magnetfeldempfindlichkeit führt.
Die vielleicht wichtigste Überlegung ist die Beschichtung für den Magneten, da typische Neodym-Scheibenmagnete nicht für eine Implantation geeignet sind. Magnete müssen mit einem biokompatiblen Material beschichtet sein, damit der Körper den Magneten nicht angreift und letztendlich abstößt.
Beliebte Magnetbeschichtungen umfassen Silikon in Implantatqualität, Titannitrid, Gold und Rhodium. Scheibenmagnete werden mit einem Skalpell implantiert, Pillenförmige Magneten werden meist mit einer Nadel eingeführt.
Solche Verfahren werden häufig ohne Anästhesie durchgeführt, da es rechtliche Probleme beim Kauf und der Verwendung von Anästhetika gibt.

### Geschichte
Die Magnetimplantation wurde erstmals Mitte der 1990er Jahre von Steve Haworth und Jesse Jarrel, beide Experten für Körpermodifikation, theoretisiert. Ursprünglich waren die Implantate dazu bestimmt, sich mit Ringen oder Hörnern außerhalb des Körpers zu verbinden, und waren rein kosmetischer Natur. Nachdem er jedoch mit einem Freund gesprochen hatte, der ein Stück Stahl in seinem Finger hatte, das es ihm ermöglichte, das Vorhandensein von Magnetfeldern zu spüren, erkannte Haworth, dass kleine Magnete implantiert werden könnten, um diesen Effekt effizienter zu erzielen. Seitdem haben mehrere Unternehmen biosichere, implantierbare Magnete produziert und verkauft.

### Lebensspanne
Es wurde berichtet, dass typische 3 × 1 mm große Neodym-Magnete durchschnittlich fünf Jahre in Fingerextremitäten implantiert sein können, bevor die Wirksamkeit des Implantats nachlässt.
Außer der Entfernung und erneuten Implantation eines neuen Magneten an einer neuen Stelle aufgrund der Bildung von Narbengewebe, sind bisher keine Möglichkeiten bekannt, die sensorischen Fähigkeiten wiederherzustellen.

### Sicherheit/Risiko
Besonders die Do-It-Yourself-Durchführungen von Operationen bergen einige Risiken.
Karten mit Magnetstreifen auf der Rückseite können leicht gelöscht werden, z. B. ältere Hotelzimmer-Karten oder Parkhaus-Parkkarten.

#### Infektion
Infektionen wurden auch als Fehlerquelle bei Personen mit RFID-Implantaten und verwandten Mikrochips genannt, entweder aufgrund unsachgemäßer Implantationstechniken, Implantatabstoßungen oder Korrosion von Implantatelementen.

#### Magnetresonanztomographie
Von verschiedenen Journalisten und Gremien wurden unabhängig voneinander Bedenken geäußert und untersucht, was die Sicherheit der Implantation und ihre Nähe zu MRT-Geräten betrifft. Bisher wurde keine gemeinsame schlüssige Untersuchung in Bezug auf jeden einzelnen Implantattyp und seine Risiken in der Nähe von MRTs durchgeführt, außer anekdotischen Berichten, die von keinen Problemen mit MRT-Geräten über das Erfordernis einer Handabschirmung vor der Annäherung bis hin zur völligen Verweigerung der Annäherung an ein solches Gerät raten.

## Magnetimplantate in der Medizin

### Befestigung von Prothesen
In der Zahnmedizin werden Magnete für die Befestigung von Zahn- oder Gesichts-Prothesen implantiert. Die Befestigung des Magneten erfolgt im Knochen durch die Schaffung eines kastenartigen Defekts.

### Verstärkung der Schließkraft
Ein zu schwacher unterer Schließmuskel der Speiseröhre führt zur gastroösophagealen Refluxkrankheit. Die Schließkraft kann durch ein kleines Implantat bestehend aus zwei Magnetkernen verbessert werden.